# Rhopalopsole dentata
Rhopalopsole dentata är en bäcksländeart som beskrevs av František Klapálek 1912. Rhopalopsole dentata ingår i släktet Rhopalopsole och familjen smalbäcksländor. Inga underarter finns listade i Catalogue of Life.